# مطثية وشيقية
مطثية وشيقية أو مغزني وشيقي  أو كلوستريديوم بوتولينيوم(الاسم العلمي: Clostridium botulinum) هي نوع من البكتيريا يتبع جنس المطثية من الفصيلة المطثاوية.
المطثية الوشيقية هي نوع من البكتيريا تنشأ في التربة وهي لاهوائية التنفس وتنتشر في النباتات بسهولة
كما تكون أنواع وتتميز بمقاومتها العالية للحرارة وتنمو فقط في ظروف التنفس اللاهوائي. تنتج هذه البكتيريا ذيفاناً (سماً) مقاوماً للحرارة يتسبب في اصابة الإنسان بالتسمم الغذائي يؤدي أحيانا إلى الوفاة. ولذا يفضل تسخين الطعام التجاري المعلب إلى درجة حرارة 70 سيليزية لمدة 20 دقيقة على الأقل لضمان القضاء على كل أبواغ هذه البكتيريا.

## أسباب التسمم بالبكتيريا
- اكل خضروات طازجة ملوثة بابواغ البوتولينيوم من المعروف ان هذه البكتيريا لاهوائية أي انها لا تعيش بوجود الهواء ولذلك لا يمكن أن يصاب الإنسان بها إذا ما اكل الاغذية المعرضة للهواء مثل الخضار الطازجة.
- تلطخ الاغذية بالتربة الملوثة بالبكتيريا تجعل أبواغ البوتولينيوم تصل إلى الخضروات المحفوظة إذ ان الأبواغ تكون في التربة ومنها تصل إلى النباتات وإلى بقية أجزائها الطعام المعلب الموجود في المنزل فيحتاج الإنسان إلى تسخينه قبل اكله ولكن إلى 121 درجة سيليزية أو تسخين الطعام إلى مدة تفوق 20 دقيقة للتاكد المطلق على عدم وجود هذه الأبواغ ومنها لا يتعرض لخطر الإصابة بالأمراض الخطيرة لهذه البكتيريا.
- اجراءات غير ملائمة تجعل الطعام المحفوظ المعد منزليا بيئة ملائمة لنمو أبواغ البوتولينيوم.
- نمو أبواغ البوتولينيوم داخل اوعية الحفظ لانها بكتيريا لا هوائية أي انها لا تحتاج للأكسجين لتنمو ولذلك بما أن العلب المحفوظة

لا تحتوي على أكسجين فتعد البيئة الملائمة للنمو فيها.
- من الاطعمة التي تحتوي علي البكتريا الفسيخ ( سمك مملح ) ويعد من اسباب الإصابة بالبكتريا في بعض الدول العربية كمصر .